# Alfred-Klasse
Die Alfred-Klasse war eine Klasse von vier 74-Kanonen-Linienschiffen 3. Ranges der britischen Marine, die von 1778 bis 1818 in Dienst stand.

## Geschichte
Die Klasse wurde von dem Surveyor of the Navy Sir John Williams entworfen und auf staatlichen Werften zwischen November 1773 und Oktober 1781 gebaut.

## Einheiten
| Name      | Bauwerft                             | Bestellung      | Kiellegung                                                 | Stapellauf                                                 | Indienststellung                                           | Verbleib |
| --------- | ------------------------------------ | --------------- | ---------------------------------------------------------- | ---------------------------------------------------------- | ---------------------------------------------------------- | --- |
| Alfred    | Deptford Dockyard, Deptford (London) | 21. August 1772 | November 1772                                              | 20. Oktober 1778                                           | 21. Oktober 1778                                           | Im November 1811 außer Dienst und im Mai 1814 in Portsmouth abgebrochen |
| Warrior   | Portsmouth Dockyard, Portsmouth      | 21. Juli 1773   | November 1773                                              | 18. Oktober 1781                                           | 16. Oktober 1781                                           | im September 1815 außer Dienst, Verwendung als Hulk in Chatham; ab Dezember 1857 im Woolwich abgebrochen |
| Alexander | Deptford Dockyard, Deptford (London) | 21. Juli 1773   | 6. April 1774                                              | 8. Oktober 1778                                            | 2. Oktober 1778                                            | Im November 1794 durch die französische Marine gekapert und in Dienst gestellt; im Juni 1795 durch die Royal Navy gekapert und in Dienst gestellt; im August 1802 aufgelegt und ab 1805 Verwendung als Lazarettschiff, im November 1819 in Portsmouth abgebrochen |
| Montague  | Chatham Dockyard, Chatham            | 16. Juli 1774   | 30. Januar 1775                                            | 28. August 1779                                            | 23. August 1779                                            | Ab 1818 abgebrochen |
| Edgar     |                                      | 16. Juli 1774   | Am 25. August 1774 Bestellung auf Arrogant-Klasse geändert | Am 25. August 1774 Bestellung auf Arrogant-Klasse geändert | Am 25. August 1774 Bestellung auf Arrogant-Klasse geändert | Am 25. August 1774 Bestellung auf Arrogant-Klasse geändert |

## Technische Beschreibung
Die Klasse war als Batterieschiff mit zwei durchgehenden Geschützdecks konzipiert und hatte eine Länge von 51,51 Metern (Geschützdeck), eine Breite von 14,33 Metern und einen Tiefgang von 6,1 Metern. Sie waren Rahsegler mit drei Masten (Fockmast, Großmast und Kreuzmast). Der Rumpf schloss im Heckbereich mit einem Heckspiegel, in den eine Galerie integriert war, die in die seitlich angebrachte Seitengalerie mündete. Diese waren aus Repräsentationsgründen durch zeitspeziefische Schnitzereien und Bildhauerarbeiten geschmückt. Die Beplankung war kraweel ausgeführt, das heißt, die Enden der Planken stießen stumpf aufeinander, so dass eine glatte Außenfläche entstand.
Die Bewaffnung der Klasse bestand aus 74 Kanonen.
|               | Unteres Batteriedeck    | Oberes Batteriedeck     | Backdeck                                         | Achterdeck                                        | Kanonen (Geschossgewicht) |
| ------------- | ----------------------- | ----------------------- | ------------------------------------------------ | ------------------------------------------------- | ------------------------- |
| Design        | 28 × 32-Pfünder-Kanonen | 28 × 18-Pfünder-Kanonen | 4 × 9-Pfünder-Kanonen                            | 14 × 9-Pfünder-Kanonen                            | 74 Kanonen (354,18 kg)    |
| Alfred (1810) | 28 × 24-Pfünder-Kanonen | 28 × 24-Pfünder-Kanonen | 2 × 24-Pfünder-Kanonen 4 × 24-Pfünder-Karronaden | 2 × 24-Pfünder-Kanonen 10 × 24-Pfünder-Karronaden | 74 Geschütze (402,71 kg)  |

## Besatzung
Die Besatzung hatte eine Stärke von 600 Mann.